# Euphrasius-Basilika

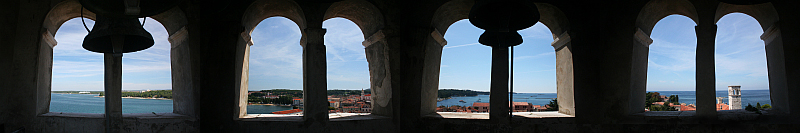
Glockenturmausblick

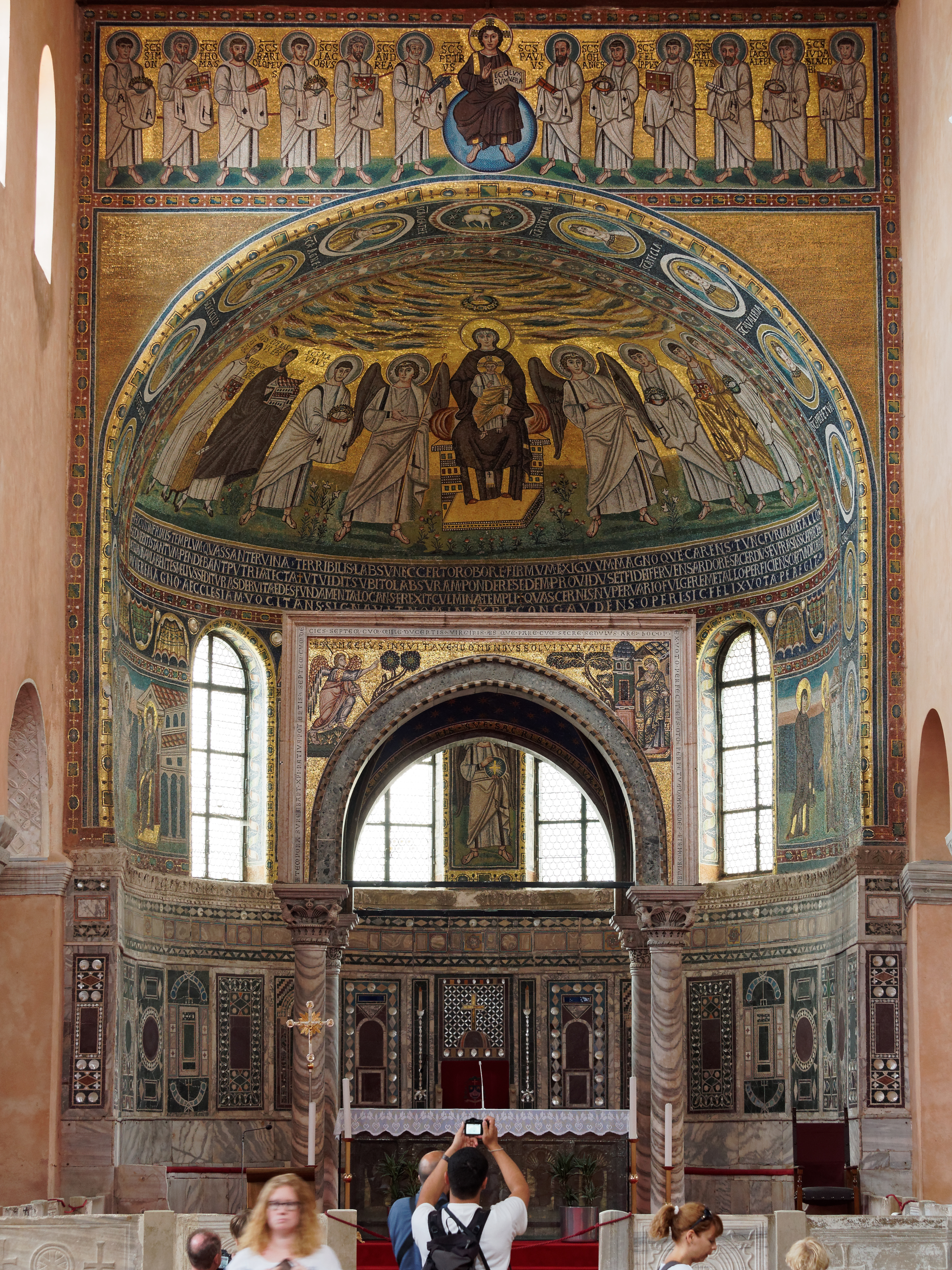
Blick vom Langhaus in die Apsis

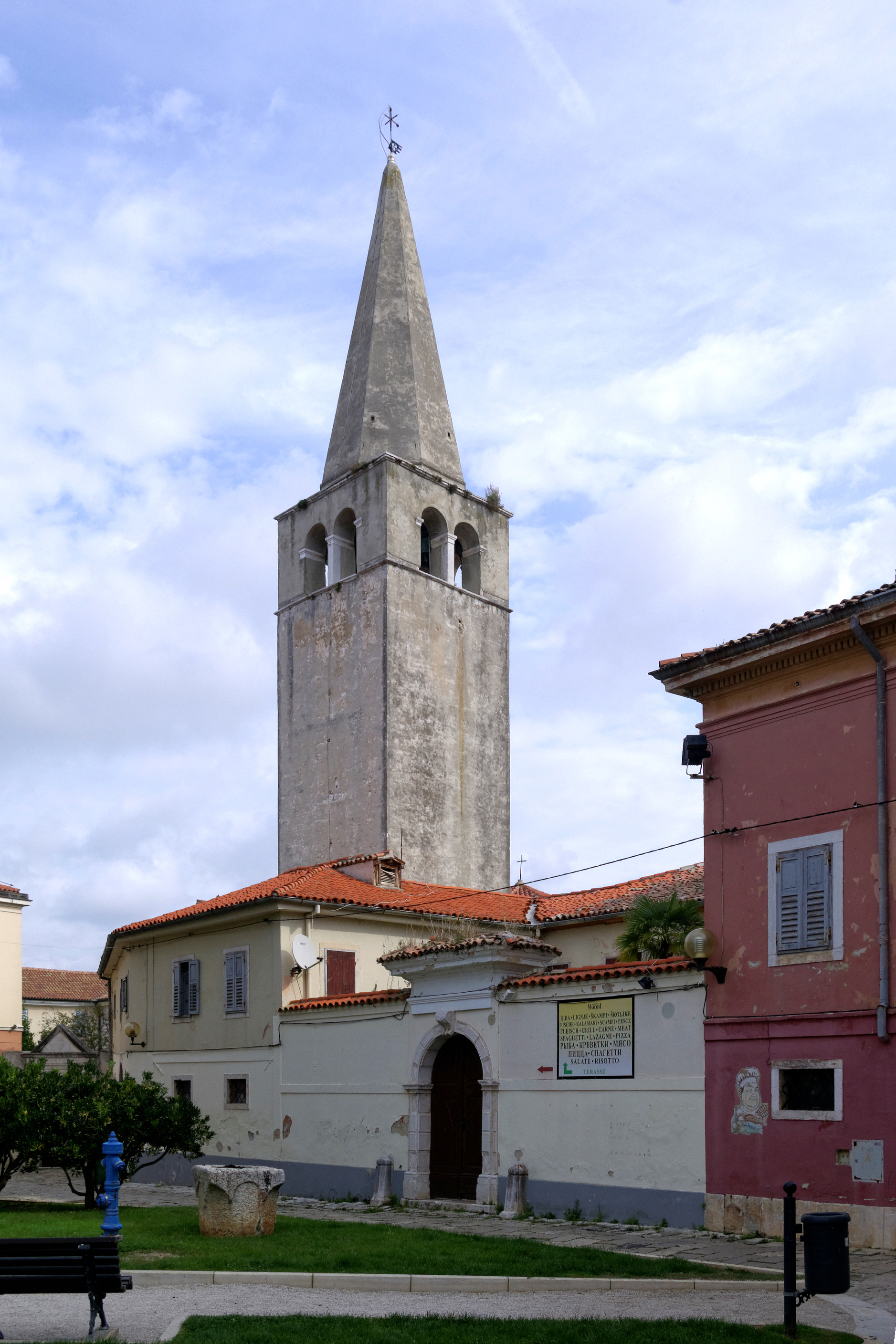
Turm der Basilika

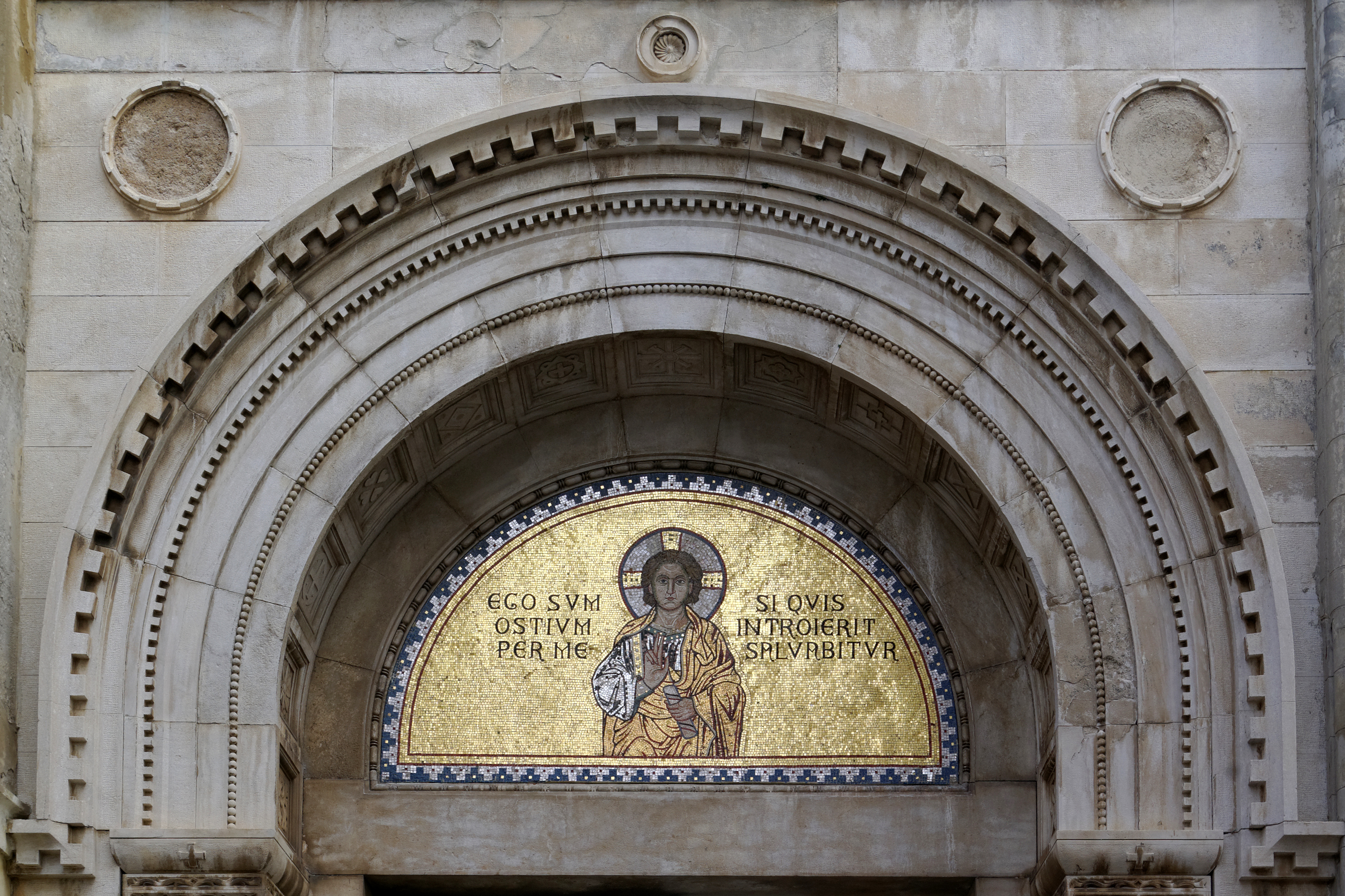
Eingangsportal der Basilika

Die Euphrasius-Basilika in Poreč, römisch Parentium, italienisch Parenzo, ist die Kathedrale des kroatischen Bistums Poreč-Pula mit dem Titel einer Basilica minor. Die in ihrer heutigen Gestalt im 6. Jahrhundert errichtete Kirche ist einer der bedeutendsten Sakralbauten Kroatiens. Weil sie in späteren Zeiten kaum verändert wurde, ist sie eines der wichtigen Zeugnisse spätantiker und frühbyzantinischer Kunst im gesamten Adriaraum; 1997 wurde sie von der UNESCO in die Liste des Weltkulturerbes aufgenommen.
Benannt ist die Basilika nach Bischof Euphrasius, der die Kirche unter Einbeziehung von Teilen des Vorgängerbaus zwischen 543 und 554 errichten ließ. Die Basilika und der sie umgebende Komplex kirchlicher Bauten (Atrium, Bischofspalast, Kapitelsaal u. a.) liegen im Norden der kleinen Halbinsel, die von der Altstadt Porečs eingenommen wird.

## Baugeschichte
An Stelle der späteren Kirche befand sich um 300 ein bescheidenes Oratorium, das Teil eines großen römischen Privathauses war. 313 wurde dort der Märtyrer Maurus von Parentium bestattet. Das Oratorium wurde noch im 4. Jahrhundert zu einer zweischiffigen Halle (basilicae geminae) erweitert. Aus dieser zweiten Phase sind Bodenmosaike mit dem Fisch als Christussymbol erhalten. Sie lassen sich durch Münzfunde in die Zeit von Kaiser Valens (365–378) bzw. wenig später datieren. Die Mosaiken enthalten Namen von Stiftern mit Zahlen der jeweils gestifteten Fläche.
Im 5. Jahrhundert wurde eine neue Kirche errichtet. Die nunmehr dreischiffige Basilika bezog auch Teile des Vorgängerbaus ein. Wie in Istrien und Noricum zu dieser Zeit üblich hat der Bau keine Apsis. Diese Kirche war Mitte des 6. Jahrhunderts so baufällig, dass sich der damalige Bischof Euphrasius zum Abriss und Neubau entschloss. Mit der Widmungsinschrift und seinem Abbild als Stifter auf den Mosaiken in der großen Apsis setzte sich Euphrasius ein Denkmal.
Man verwendete wiederum Teile der Vorgängerbauten. Die Mauern auf der Nord-, West- und Südseite sowie die Basen von 18 Säulen im Innenraum wurden integriert. Neuerungen waren die drei Apsiden, die das Haupt- und die die Seitenschiffe nach Osten abschließen.

## Ausstattung
Die Ausstattung erreichte mit teurem importierten Marmor, reichen Mosaiken und Stuckatur sowie Einlegearbeiten aus Stein und Perlmutt, sowie aufwendigen Kapitellen ein sehr hohes Niveau.

### Bodenmosaike

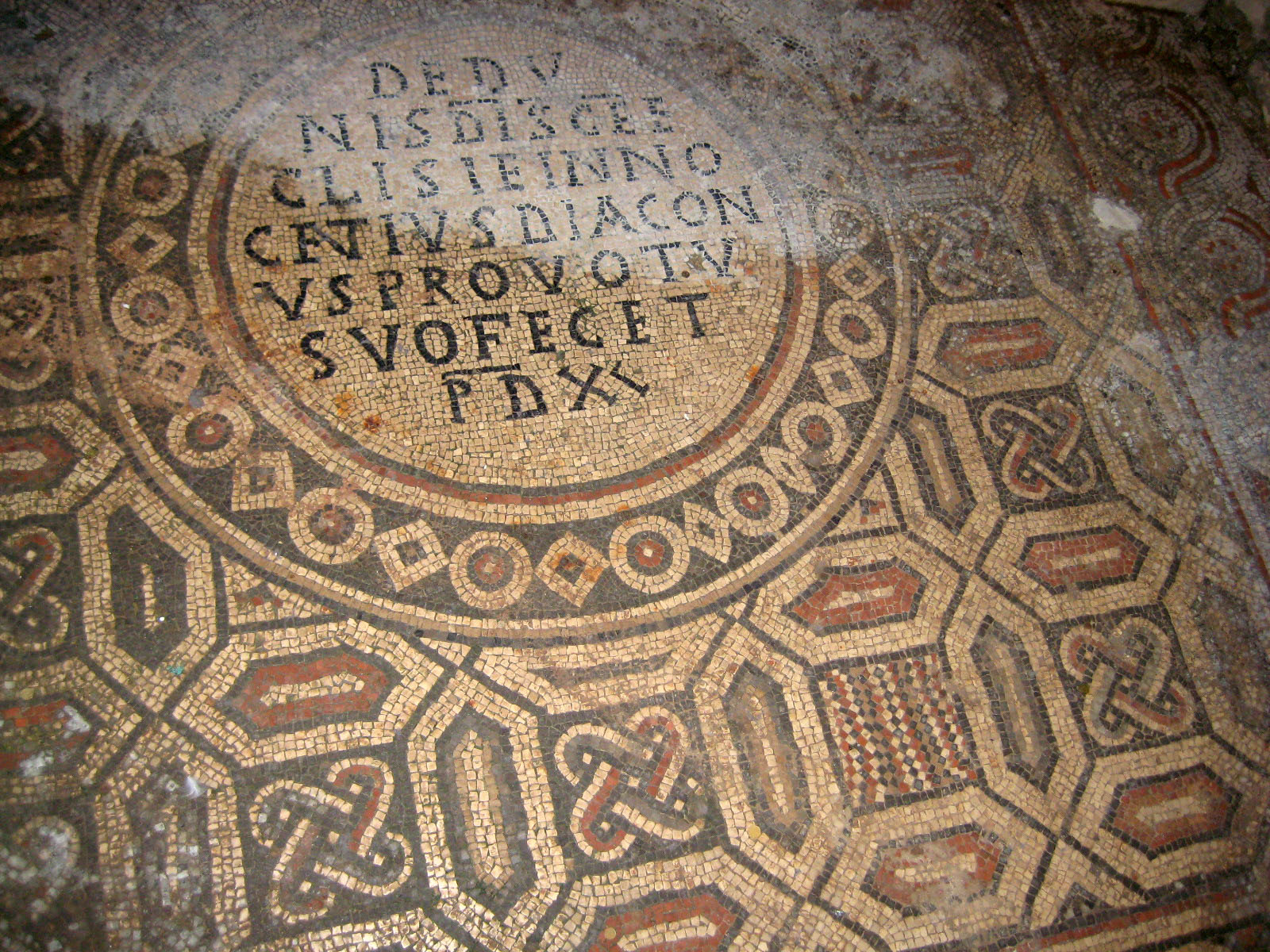
Bodenmosaik mit Stifterinschrift

Von den Vorgängerbauten der Euphrasius-Basilika sind noch Mosaike vorhanden. An der Ostseite befindet sich ein Mosaik mit Mäanderornamenten, in deren oberen Rand zwei kleine Mosaikquader mit Fischen eingefügt sind. Die vier runden Löcher im Mosaik stammen von Altarsäulen. Das ebenfalls mit Mäandern verzierte größere zweite Feld umrahmt ein Rechteck mit einem Kantharos, aus dem üppige Blattranken wachsen. Die Teile des Bodenmosaiks, die sich unter dem Nordschiff der Basilika befinden und bis zur Säulenreihe der nördlichen Akaden reichen, sind in recht gutem Zustand. Über dieser ersten Schicht von Mosaiken lag noch eine weitere Schicht, die, mit Ausnahme des Subselliums, wo eine sorgfältig ausgeführte Ranke zu finden ist, weniger qualitätvoll ist.

### Wandmosaike
Des Weiteren befand sich auch an der Stirnseite der Euphrasius-Basilika ein Mosaik, das kaum mehr erhalten ist. Das Bildprogramm enthält neben Ranken und Blumen eine Darstellung des auf dem Himmelsgewölbe thronenden Christus, vier Quellen (die die vier Flüsse des Paradieses darstellen), die zwölf Apostel sowie die sieben apokalyptischen Leuchter.
Die Stirnwand der Apsis wird von einem schmalen ornamentierten Band umrahmt. Im schmalen Feld über dem Triumphbogen sitzt der junge Christus auf dem Himmelsgewölbe. Im Buch in seiner Hand steht Ego sum lux vera. Ihn umgeben die zwölf Apostel mit verschiedenen Attributen und ihren Namen.
Der Unterbogen des Mosaiks ist mit Medaillons geschmückt, die durch Inschriften getrennt sind. Neben Christus als Lamm Gottes sind auf jeder Seite je sechs Heilige angeordnet.

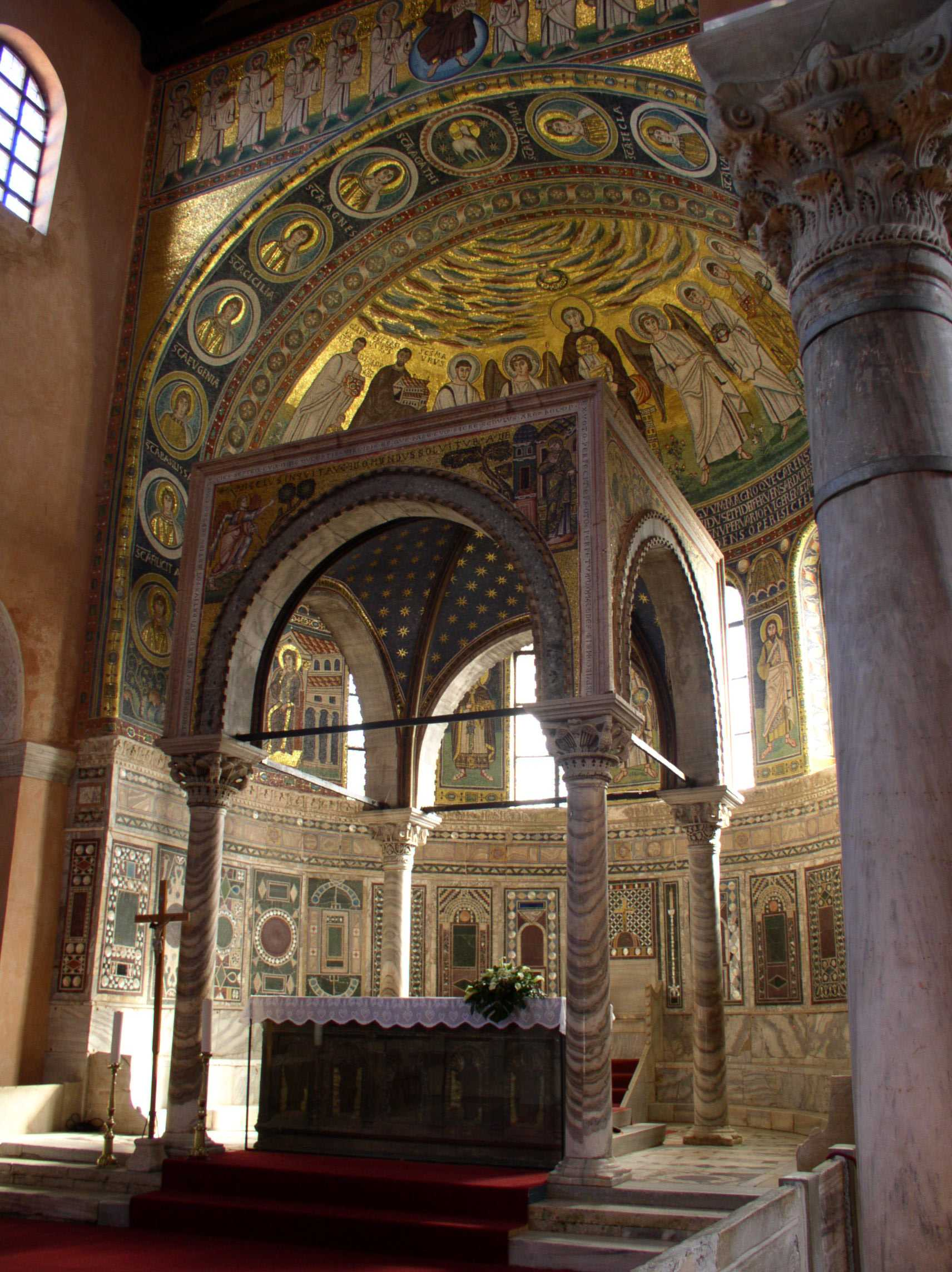
Ansicht des Altarraumes

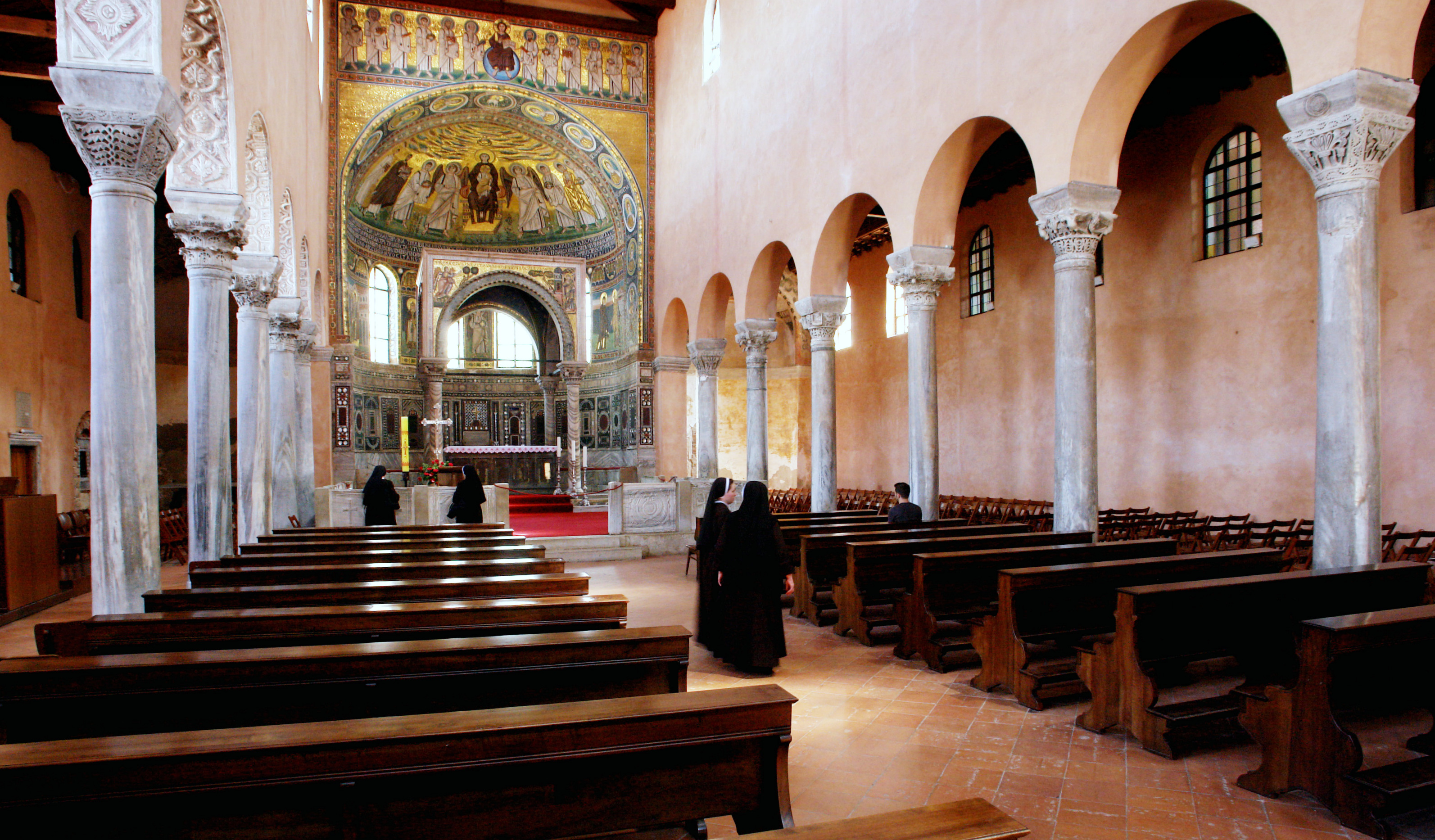

Die obere Apsiswölbung enthält Maria mit dem Jesuskind (Nikopoia), umgeben von Engeln und Märtyrern, dem Bischof Euphrasius und dem Diakon. Maria sitzt auf einem von einem Kissen bedeckten Thron. An beiden Seiten stehen zwei Engel, die den Ankommenden den Weg weisen. Die eine Gruppe wird aus Märtyrern mit Heiligenschein gebildet, die andere aus Maurus, Euphrasius und dem Archidiakon Claudius. Zwischen Euphrasius und Claudius steht ein Kind mit der Inschrift Euphrasius, Sohn des Archidiakons. Die Figuren stehen auf einer mit Blumen bewachsenen Wiese.
Unter der Widmungsinschrift neben den Fenstern sind fünf Mosaikflächen mit folgendem Inhalt: An der Nordseite ist die Verkündigung abgebildet. Ein Engel hebt die Hand als Zeichen der Verkündigung. In der linken hält er einen Botenstab. Maria trägt ein purpurfarbenes Kleid und einen Schleier. Sie hält Garn in der linken Hand. Auf der Südseite trifft Maria auf Elisabeth. Beide tragen ein Priestergewand der Zeit mit einem Umhang aus Bändern. Hinter Elisabeth ist ein kleines Haus zu sehen, dessen Vorhang von einer kleinen Frauengestalt zur Seite geschoben wird. Die drei kleineren Felder sind von Johannes dem Täufer, einem Engel und Zacharias geschmückt.
Das in beiden Apsiden dargestellte Bild zeigt den jungen Christus mit Heiligenschein, der je zwei Märtyrern die Märtyrerkrone aufsetzt. In der Nordapsis sind vermutlich Cosmas und Damianus, in der Südapsis Ursus (oder ein anderer Ravennatischer Bischof) und Severus dargestellt.

### Stuckaturen
Die Unterseite der Bögen der nördlichen Langhausarkaden ist mit Stuckmustern, in die zum Teil Motive aus dem Tier und Pflanzenreich eingesetzt sind, versehen. Der Stuck zeigt Spuren einer farblichen Fassung.

### Inkrustationen
Der gesamte untere Teil der Apsis ist mit Inkrustationen aus farbigen Steinplatten und Perlmutt verziert. Teile der Vertäfelung stammen aus einer früheren Wandvertäfelung, die, wie Funde belegen, feiner gearbeitet war. Der Wandschmuck besteht aus 21 Feldern mit 11 Ornamentkombinationen. Hinter dem Bischofsthron sind Kerzenleuchter und ein Kreuz dargestellt.

## Weitere Bauten im Umfeld
Zum Komplex um die Euphrasius-Basilika gehören das vor dem Narthex der Kirche errichtete Atrium, ein Baptisterium, der Bischofspalast und eine kleine Kapelle, die allesamt ebenfalls von Bischof Euphrasius im 6. Jahrhundert gebaut wurden. 1257 kam ein Haus für die Kanoniker der Kathedrale hinzu, im 15. Jahrhundert wurde eine Sakristei angebaut und im 16. Jahrhundert der Glockenturm errichtet.